# Aurel Mureșianu
Aurel Mureșianu (n. 20 iunie 1847, Brașov, Imperiul Austriac – d. 20 iunie 1909, Brașov, Austro-Ungaria), fiul lui Iacob Mureșianu, a fost primul ziarist profesionist din Transilvania, redactor-șef al Gazetei de Transilvania, doctor al Facultății de Drept din Viena și unul dintre fondatorii Partidului Național Român din Ungaria și Transilvania.

## Viața și activitatea
Aurel Mureșianu s-a născut la Brașov ȋn data de 7/20 iunie 1847. Aici a urmat cursurile primare și secundare, iar ultimele clase le-a absolvit la Gimnaziul greco-catolic din Blaj, condus de Timotei Cipariu. Încă din timpul gimnaziului, împreună cu un grup de colegi, Aurel Mureșianu a înființat „Compania literară a junilor studioși de la gimnaziul superior din Brașov, pentru cultivarea limbii și a literaturii române” în anul 1862.
În anul 1865 a plecat la Viena unde a studiat dreptul și filosofia, urmând și o școală specială de jurnalism. A obținut doctoratul ȋn drept ȋn anul 1872, făcându-și practica de jurist la Viena. Ca președinte al societății studenților din Viena a contribuit la restabilirea unității, prin unirea, la propunerea sa, a celor două societăți ȋntr-una singură, sub numele de „România jună”.

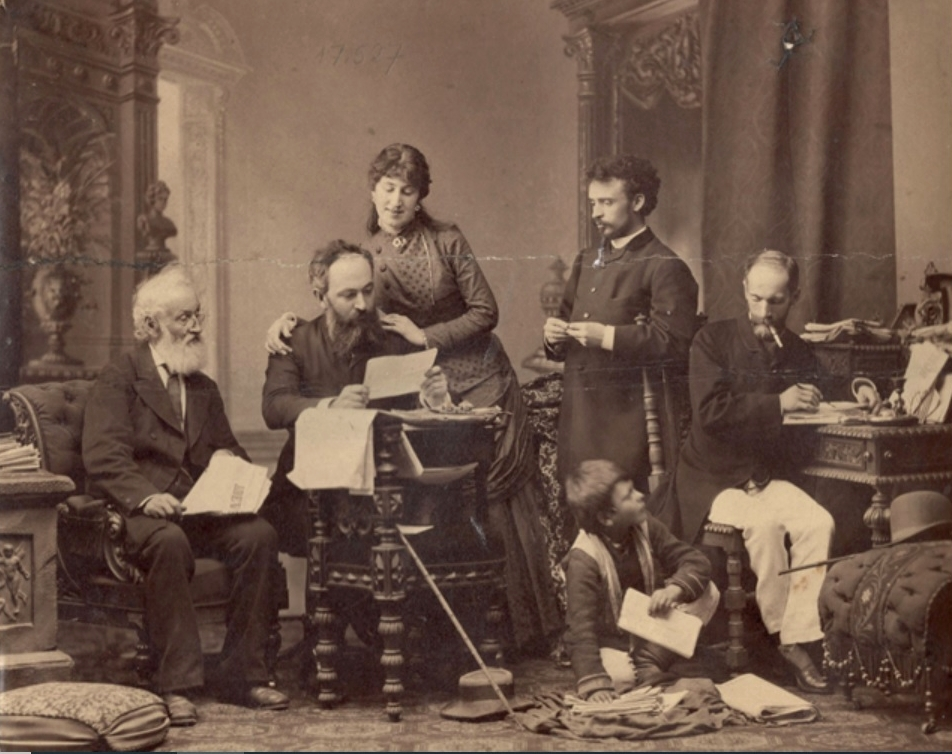
Redacția Gazetei de Transilvania la 1884; de la stânga la dreapta: Iacob Mureșianu, fiul său dr. Aurel Mureșianu, fiica sa Sevastia și redactori de ziar

Aurel Mureșianu a fost pasionat de timpuriu de publicistică, fiind corespondent al „Gazetei de Transilvania” la Dieta de la Sibiu (1863-1864), colaborator la revista politică Die Reform condus de Francisc Schuselka și la ziarul Der Osten din Viena.
Revenit ȋn 1877 la Brașov, el a preluat definitiv Gazeta de Transilvania la începutul anului 1878, după o perioadă de colaborare redacțională cu George Barițiu în aprilie – decembrie 1877. Aurel Mureșianu s-a preocupat de modernizarea ziarului în raport cu cerințele epocii și standardele presei. Calitatea articolelor publicate a devenit foarte bună, punându-se accentul pe informație, astfel încât aceasta să fie ușor înțeleasă de cititori. Datorită profesionalismului conferit publicației, Aurel Mureșianu a reușit să atragă în redacție redactori și colaboratori mult mai bine pregătiți, adevărați ziariști. Prin politica redacțională promovată, Aurel Mureșianu a păstrat tonul grav și prudent din timpul lui George Barițiu și Iacob Mureșianu, necedând ispitei senzaționalului, aceasta conferind mai multă credibilitate și prestigiu informațiilor comunicate.
În anul 1888, Aurel Mureșianu a obținut dreptul de a înființa o tipografie la Brașov pentru tipărirea Gazetei, cu sediul pe Șirul Inului nr. 22 (astăzi Muzeul „Casa Mureșenilor”), înzestrată cu o mașină de tipărit adusă de la Viena și cu personal majoritar din Șcheii Brașovului, creându-se astfel aici o școală tipografică românească.
Din 1885 până ȋn 1892 a fost membru ȋn comitetul Partidului Național Român din Ungaria și Transilvania.
Tot el a înființat societăți literare și a fost autorul unuia dintre cele două proiecte care au stat la baza Memorandului din 1892, numărându-se printre apărători în Procesul Memorandiștilor, militând și aici pentru dreptul fiecărui cetățean de a se putea apăra în limba maternă.
A murit ȋn 7/20 iunie 1909 la 62 de ani și a fost ȋnmormântat ȋn cimitirul bisericii „Cuvioasa Parascheva din Groaveri”, situată la marginea „Cetății” - Centrul istoric al Brașovului.